# Giuseppe Sinico
Giuseppe Sinico (Trieste, 10 de febrer de 1836 - 31 de desembre de 1907) fill del compositor Francesco Sinico, com el seu pare es dedicà a compondre música, sobretot pel teatre líric.
Fou deixeble del seu pare. El 1880 va crear la Scuola communale di canto, la primera escola pública de música de la seva ciutat. Va publicar un Breve Método teorico-pratico di canto elementare per uso delle scuole popolari. Després de molt jove, va abordar el teatre musical, al que donà successivament:
- I Moschettieri (1859);
- Aurora de Nevers (Trieste, 1861);
- Marinella (Trieste, 11861);
- Alessandro Stradella (1864);
- Spartaco (Trieste, (1886).

Un dels seus admiradors famosos va ser James Joyce que a un cert moment de la seva vida aspirava a una carrera de tenor. Però quan Joyce va anar a Trieste el 1905 Sinico de fet ja era molt malalt i va ser el fill Francesco Ricardo Sinico (1869-1949) qui li va ensenyar. Va haver d'interrompre aquest propòsit quan no tenia prou diners per acabar la formació. Al seu llibre A Painful Case va crear els personatges d'Emily Sinico, el seu espòs Captain Sinico i la seva filla Mary Sinico, en honor del compositor.